# Indígenes taiwanesos
Els aborígens de Taiwan, indígenes de Taiwan (en xinès: 原住民, pinyin: yuánzhùmín, hokkien: gôan-chū-bîn, "habitants originaris") o gaoshan (xinès: 高山族; pinyin: Gāoshān zú) és el nom genèric que reben els habitants originals de les zones muntanyenques de Taiwan.

## Idioma
Els idiomes dels gaoshan pertanyen a la branca de les llengües formosanes de la família de les llengües austronèsies. Alguns experts consideren que les llengües formosanes en realitat es distribueixen en branques diferents de la família austronèsia: formosana oriental (amis, nataorà, basay, kavalan); formosana de les planes occidentals (babuza, papora, thao); formosana nord-occidental (kulon-pazeh, saisiyat); filipina (yamei); rukai, entre d'altres. En l'actualitat es parlen com a mínim nou llengües gaoshan, algunes de les quals presenten diferents dialectes.
La població indígena de Taiwan està estimada en un 2% de la població total de Taiwan. Es creu que els avantpassats dels indígenes han viscut a la zona des d'aproximadament 8000 anys abans de la immigració de la dinastia Han al segle xvii i que els indígenes taiwanesos són descendents dels pobles austronesis, tal com s'havia dit anteriorment, per la qual cosa la classificació ètnica ha estat sempre motiu de controvèrsia, ja que no tenen, en principi, cap connexió ètnica amb els asiàtics de la Xina continental, generant un dels majors problemes de discòrdia referent a l'estatus polític de Taiwan.

## Història

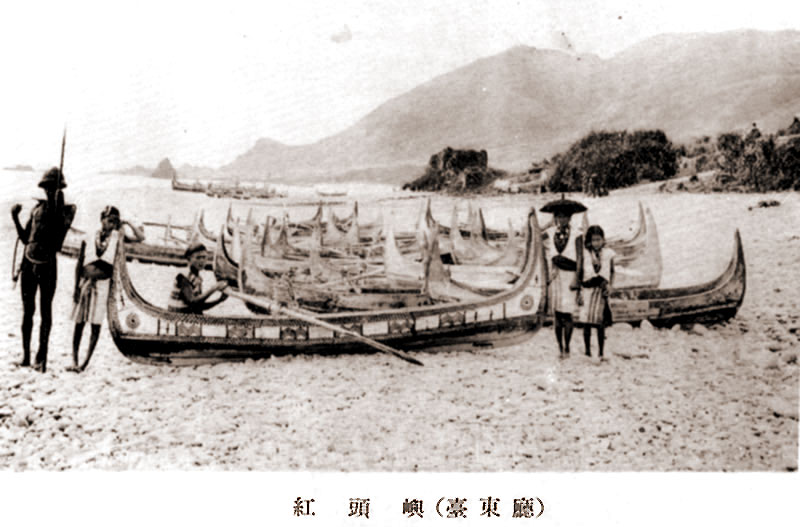
Da'o o yamei de l'illa de Lán Iǔ l'any 1931.

Els gaoshan, segons algunes troballes arqueològiques, són els habitants més antics de l'illa de Taiwan. Tradicionalment s'ha cregut que descendeixen de l'antiga tribu dels yue que va emigrar durant l'edat de pedra des de la Xina continental cap a zones més australs com ara Borneo, Malàisia o l'actual Taiwan. Es diu també que els taiwanesos eren els minyues i que procedien dels baiyues que vivien a Fujian. L'any 1971 dents humanes i fragments de crani fòssils que daten de fa entre 20.000 i 30.000 anys van ser desenterrats a Zuozhen, al Districte de Tainan. Es creu que les primeres migracions van aprofitar que, durant la glaciació, Taiwan i les illes Pescadors estaven unides al continent.
L'evidència arqueològica i genètica suggereix que la migració austronesia va arribar a Taiwan poc abans o en als inicis del Neolític. Algunes restes de la cultura neolítica de Changpin, a Taitung, daten de fa 5.000 anys. Altres cultures neolítiques registrades van ser la Dapenkeng (大坌坑) i la Yuanshan al nord i la Niumatou a la regió central, Taochiyuan all sud-oest, Niuchoutzu al sud i Pentinen a l'est. Alguns indicis han permès relacionar aquestes cultires i la Fuguodun (復國墩) de Kinmen.
Fa 2.000 anys va començar a Taiwan l'edat del ferro i a partir d'aquest moment ja poden localitzar-se cultures amb llegats contemporanis com la del poble ami, el més nombrós entre els indígenes de Taiwan. S'estima que els yamei van arribar a Lán Iǔ procedents del Pacífic cap al segle vii. Les investigacions els relacionen amb poblacions de les Illes Carolines i amb els ivatan de les Batanes. Celebren cada any la cerimònia del vaixell en reconeixement dels seus avantpassats que travessaren el mar.
Després de la presència dels portuguesos l'any 1582 i la dominació transitòria d'Espanya (1626-1642) a la zona nord de l'illa i la neerlandesa (1624-1662) al sud, Zheng Chenggong, a ordres de la dinastia Ming, va derrotar els neerlandesos l'1 de febrer de 1662 i va expulsar els europeus. Posteriorment va organitzar la primera onada de colons xinesos a Taiwan, els quals van desplaçar gradualment als indígenes cap a l'interior.
Durant les dinasties Ming i Qing es va conèixer als indígenes amb el nom de Fan (番:"bàrbars") o Fan de l'est. Va ser durant aquests períodes quan es van aliar i es van convertir en una minoria consolidada. Japó va dominar l'illa des de l'any 1895 i l'etnògraf Ino Kanori va ser encarregat d'estudiar als indígenes, publicant estudis sobre vuit de les ètnies. El nom actual de gaoshan, que significa "muntanya", se'ls va donar als pobles originaris a partir de 1945, un cop finalitzada la segona guerra sino-japonesa i en quedar de nou l'illa sota control del govern xinès.

## Cultura

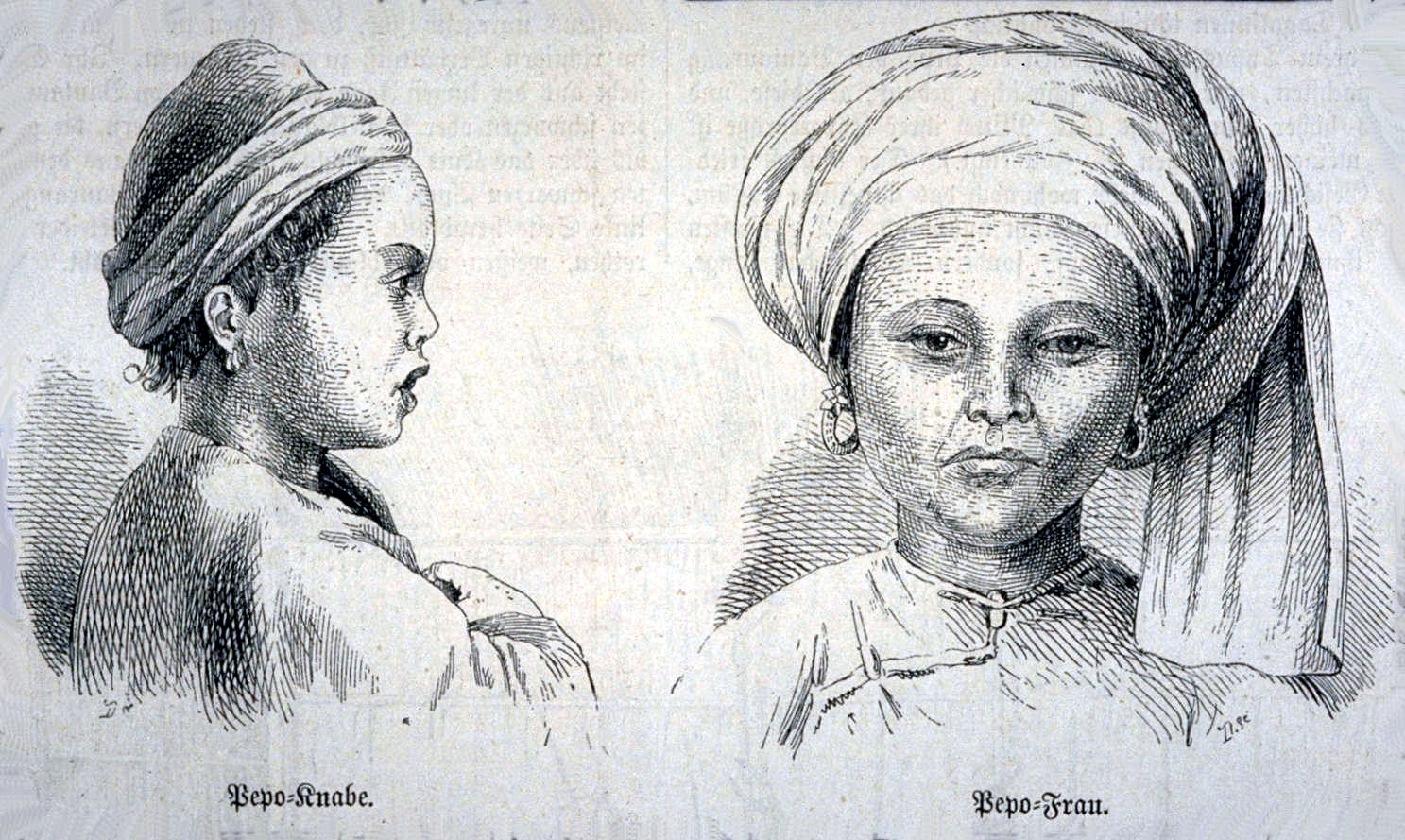
Gravat que reprodueix la imatge d'una jove i una dona gaoshans.

El Consell de Pobles Indígenes de Taiwan reconeix oficialment catorze pobles indígenes, a causa de les seves diferents característiques tant lingüístiques com culturals. Aquestes ètnies són la taiya, saixia, bunun, cao, lukai, paiwan, binan, amei, truku, thao, kavalan, yamei, sakizaya i sediq. A més d'aquestes ètnies, han sol·licitat el seu reconeixement els kakabu, makatao, pazeh, siraya i chimo.
Els vestits tradicionals d'aquests pobles solen confeccionar-se en cotó i cànem. Les dones vesteixen bruses amb mànigues o sense juntament amb faldilla o pantalons. Els homes vesteixen jaquetes curtes. Cobreixen els seus caps amb turbants decorats amb petxines i pedres. També solen realitzar-se tatuatges en el rostre i el cos. Durant les festes o cerimònies se solen ballar danses tradicionals.

## Religió
Els indígenes han estat tradicionalment politeistes i creuen que l'esperit dels homes és immortal. Per això, presenten un especial respecte cap als esperits dels seus avantpassats. Creuen que els sacrificis d'animals serveixen per evitar els mals presagis, per la qual cosa els realitzen davant qualsevol activitat, incloent-hi la caça i la pesca. Adoren també a diferents déus en forma de tòtems, especialment a les serps i altres animals. Els paiwan, per exemple, tenen en els seus vestits i en les bigues i columnes de les seves cases motius de la "serp de cent passos" i consideren que la "serp vella" i la "serp jove" en els altars de les seves cases són l'ànima del seu poble i dels seus avantpassats. El poder de comunicar-se amb forces sobrenaturals correspon a dones denominades Dang-gi o antigament Inibs. Malgrat les religions autòctones, la majoria dels indígenes es van convertir al cristianisme.